# ضبكان (يهر)
ضبكان هي إحدى قرى عزلة يهر بمديرية يهر التابعة لمحافظة لحج اليمنية، بلغ تعداد سكانها 43 نسمة حسب تعداد اليمن لعام 2004.